# Colégio Spurgeon
O Colégio Spurgeon (em inglês:   Spurgeon's College) é uma escola bíblica batista em Londres, Inglaterra, Reino Unido. Ele é afiliado à União Batista da Grã-Bretanha.

## História

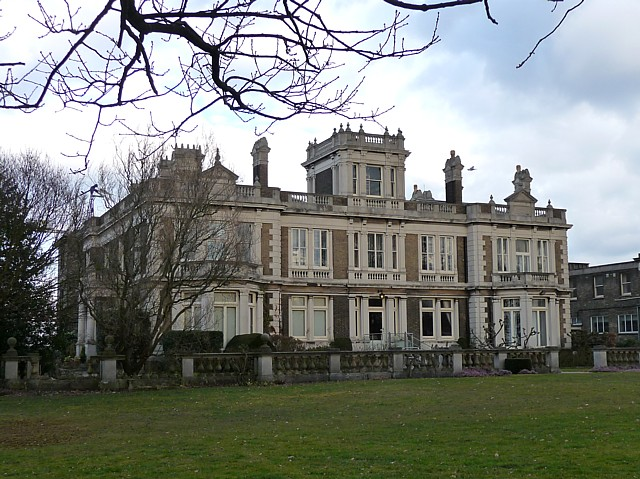
Spurgeon's College, à Londres

A escola foi fundada em 1856 pelo Pastor Charles Spurgeon como "Colégio de Pastores" em Londres.  Sua visão era fornecer uma educação teológica prática, centrada na  missão.  Em 1892, a escola havia treinado 863 alunos.  Em 1923, mudou-se para o edifício atual e foi renomeado em homenagem ao seu fundador. 

## Parceiros
A escola é parceira da União Batista da Grã-Bretanha. 

## Ex-alunos notáveis
- J. Sidlow Baxter, Pastor australiano nascido e teólogo que defendia uma perspectiva cristã fundamentalista teológico.
- Dr George R. Beasley-Murray
- Rev Steve Chalke, fundador do Oasis Trust, fundador da Faithworks, presidente da Stop the Traffik.
- Rev David Coffey, Secretário-Geral da União Batista da Grã-Bretanha, o presidente da Aliança Batista Mundial.
- Rev Steve Gaukroger
- Arthur Gostick Shorrock, pioneiro batista missionário na China há 40 anos.
- Jonathan Stephen, diretor da Faculdade Evangélica de Teologia de Gales em Bryntirion, Bridgend, País de Gales.
- Dr Nigel G. Wright